# Rena (Spanyolország)
Rena egy község Spanyolországban, Badajoz tartományban. Rena Villanueva de la Serena, Don Benito és Villar de Rena községekkel határos. Lakosainak száma 613 fő (2024).

## Népesség
A település népessége az utóbbi években az alábbiak szerint változott:
| Lakosok száma | 663  | 645  | 654  | 669  | 662  | 660  | 648  | 616  | 607  | 613  |
|               | 2001 | 2004 | 2006 | 2009 | 2011 | 2014 | 2016 | 2019 | 2021 | 2024 |